# Fábrica (Texas)
Fábrica es un lugar designado por el censo ubicado en el condado de Maverick en el estado estadounidense de Texas. En el Censo de 2010 tenía una población de 923 habitantes y una densidad poblacional de 1.149,59 personas por km².

## Geografía
Fábrica se encuentra ubicado en las coordenadas 28°44′31″N 100°29′33″O / 28.74194, -100.49250. Según la Oficina del Censo de los Estados Unidos, Fábrica tiene una superficie total de 0.8 km², de la cual 0.8 km² corresponden a tierra firme y (0%) 0 km² es agua.

## Demografía
Según el censo de 2010, había 923 personas residiendo en Fábrica. La densidad de población era de 1.149,59 hab./km². De los 923 habitantes, Fábrica estaba compuesto por el 93.61% blancos, el 0% eran afroamericanos, el 0.22% eran amerindios, el 0% eran asiáticos, el 0% eran isleños del Pacífico, el 5.31% eran de otras razas y el 0.87% pertenecían a dos o más razas. Del total de la población el 98.05% eran hispanos o latinos de cualquier raza.